# Hrîhorivka, Svitlovodsk
Hrîhorivka (în ucraineană Григорівка) este localitatea de reședință a comunei Hrîhorivka din raionul Svitlovodsk, regiunea Kirovohrad, Ucraina.

## Demografie
Componența lingvistică a localității Hrîhorivka
     Ucraineană (94,2%)
     Rusă (3,42%)
     Alte limbi (0,83%)
Conform recensământului din 2001, majoritatea populației localității Hrîhorivka era vorbitoare de ucraineană (94,2%), existând în minoritate și vorbitori de rusă (3,42%) și armeană (1,04%).